# Ваденско море
Ваденско море (на датски: Vadehavet; на немски: Wattenmeer; на нидерландски: Waddenzee; на западнофризийски: Waadsee; на севернофризийски: di Heef) е интертидална зона в югоизточната част на Северно море. Намира се между брега на североизточна континентална Европа и ниските Фризийски острови, образувайки плитък водоем с плитчини и влажни зони. Има голямо биоразнообразие и е важна област както за размножаването, така и за миграцията на птиците. През 2009 г. германските и нидерландските части от Ваденско море са включени в списъка на световното културно и природно наследство на ЮНЕСКО, а датските части са включени през 2014 г.
Ваденско море се простира от Ден Хелдер в северозападната част на Нидерландия, покрай големите естуари на Германия до Дания, обхващайки брегова линия от около 500 km и обща площ около 10 000 km2. В Нидерландия е граничи с Ейселмер и Афсльойтдейк. В миналото крайбрежните райони са подлагани многократно на големи наводнения, водещи до хиляди жертви. Някои от тях значително променят бреговата линия. Поради тази причина, в областта са изградени множество диги, които я нареждат сред най-променените от човека местообитания на планетата.

## География
Областта се характеризира с обширни приливни тераси, кални низини, дълбоки приливни реки и острови сред тях. В региона бушува непрекъсната борба между сушата и морето. Релефът е изваян основно от щормови приливи в периода 10 – 14 век, които отнасят торфови землища зад бреговите дюни. Настоящите острови са остатъци от бившите брегови дюни.
В посока към Северно море островите се характеризират с дюни и широки пясъчни плажове. Влиянието на вълните и теченията, отнасящи седиментите, постепенно изменя както земната маса, така и бреговата линия. Например, островите Влиланд и Амеланд се придвижват на изток през вековете, губейки голяма част от землището си от едната страна, докато от другата страна се разрастват.
Два пъти дневно морето пресъхва при отлива, след което се напълва отново при прилив, представлявайки типична литорална зона.

### Фауна
Ваденско море е известно с богатата си фауна, особено с птиците. Стотици патици и гъски използват района за престой по време на миграция или за зимуване. Освен това той е важно местообитание за чайки, чапли, лопатарки и грабливи птици, включително и малка увеличаваща се популация морски орли. Биоразнообразието на Ваденско море в днешно време обаче е по-малко, отколкото е било някога. В миналото тук са се срещали розово фламинго и къдроглав пеликан.
Големи риби като скатове, атлантическа сьомга и пъстърва все още обитават някои части на Ваденско море, но други като атлантическата есетра оцеляват в региона само чрез проект за реинтродукция. Последната оцеляла естествена популация на Coregonus oxyrinchus в света живее в датската част на Ваденско море и се използва като основа за реинтродуциране на юг. Стридата Ostrea edulis до неотдавна образуваше големи легла в региона, когато е изтребена от комбинация от болести и разпространението на инвазивната тихоокеанска стрида Magallana gigas, която днес заема местообитанията ѝ в морето. Исторически най-голямата вливаща се в морето река е Рейн, но днес многобройните бентове са омаловажили значението ѝ. В резултат от човешката дейност около 90% от видовете, които в миналото са обитавали устието на Рейн, днес са застрашени.
Ваденско море е важно местообитание както за обикновения тюлен, така и за дългомуцунестия тюлен. Морската свиня и беломуцунестият делфин се открояват като единствените китоподобни в морето. В миналото изчезват от южната му част, но впоследствие са реинтродуцирани отново в района. Други китоподобни също понякога посещават района. Предполага се, че до Средновековието плитките води на морето се използват от бискайски китове и сиви китове за размножаване, но впоследствие са изловени до изчезване.
Редица инвазивни видове, донесени от хората, сред които водорасли, растения и малки организми, оказват отрицателно влияние върху местните видове. Все пак правителствата на Нидерландия, Германия и Дания работят от 1978 г. насам по опазването на Ваденско море. През 1986 г. морето е обявено за биосферен резерват от ЮНЕСКО. През юни 2009 г. е включено в списъка на световното културно и природно наследство на ЮНЕСКО, като датските му части са включени през 2014 г.